# Бендери I
Бендери І — вантажна залізнична станція Придністровської залізниці та старий залізничний вокзал в місті Бендери.
Основні напрямки від станції Бендери І:
- Кишинів
- Каушани.

На Привокзальній площі, за 50 метрів на південь від вокзалу знаходиться музей бойової Слави.

## Галерея

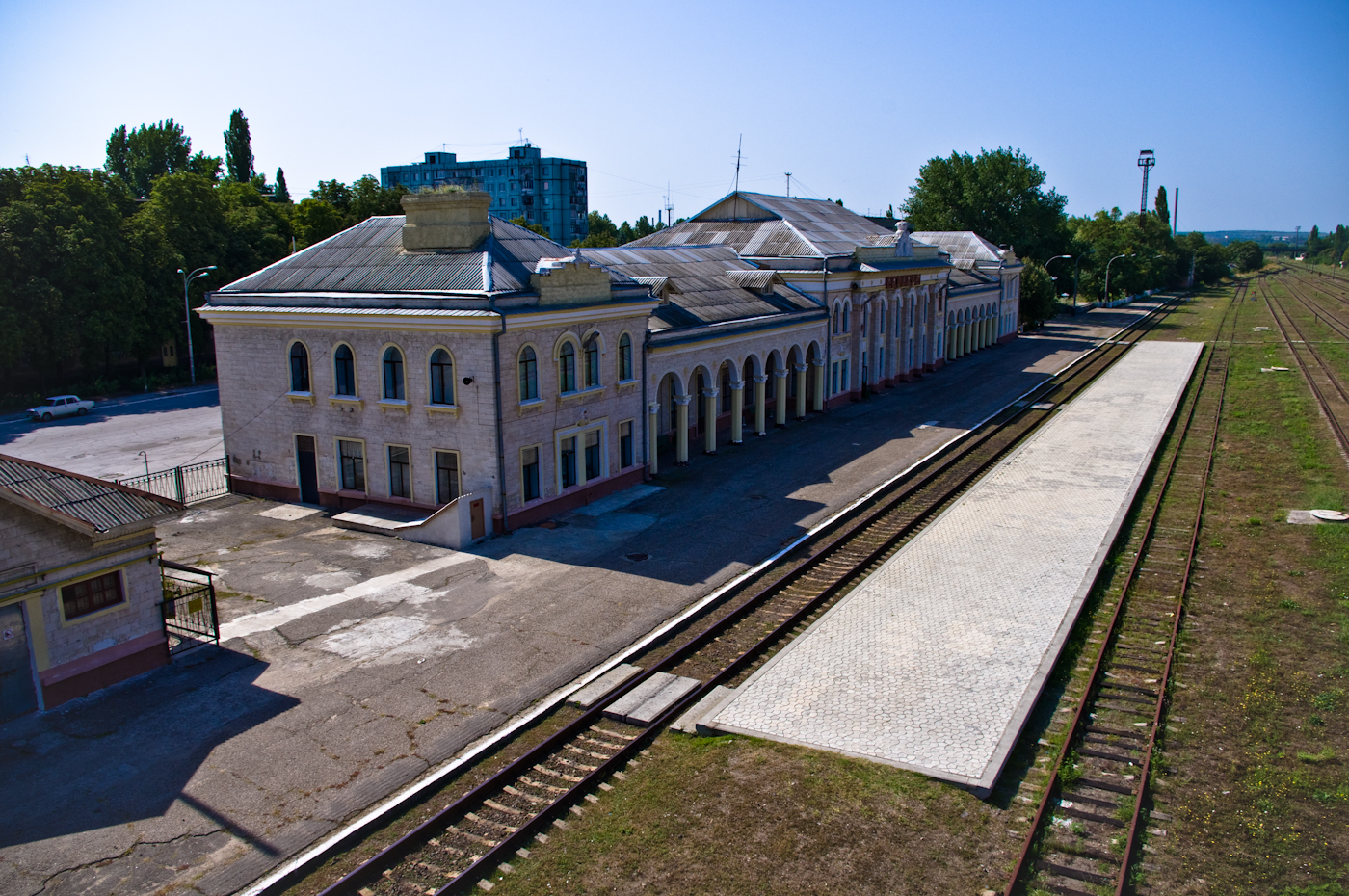
Вигляд з пішохідного мосту
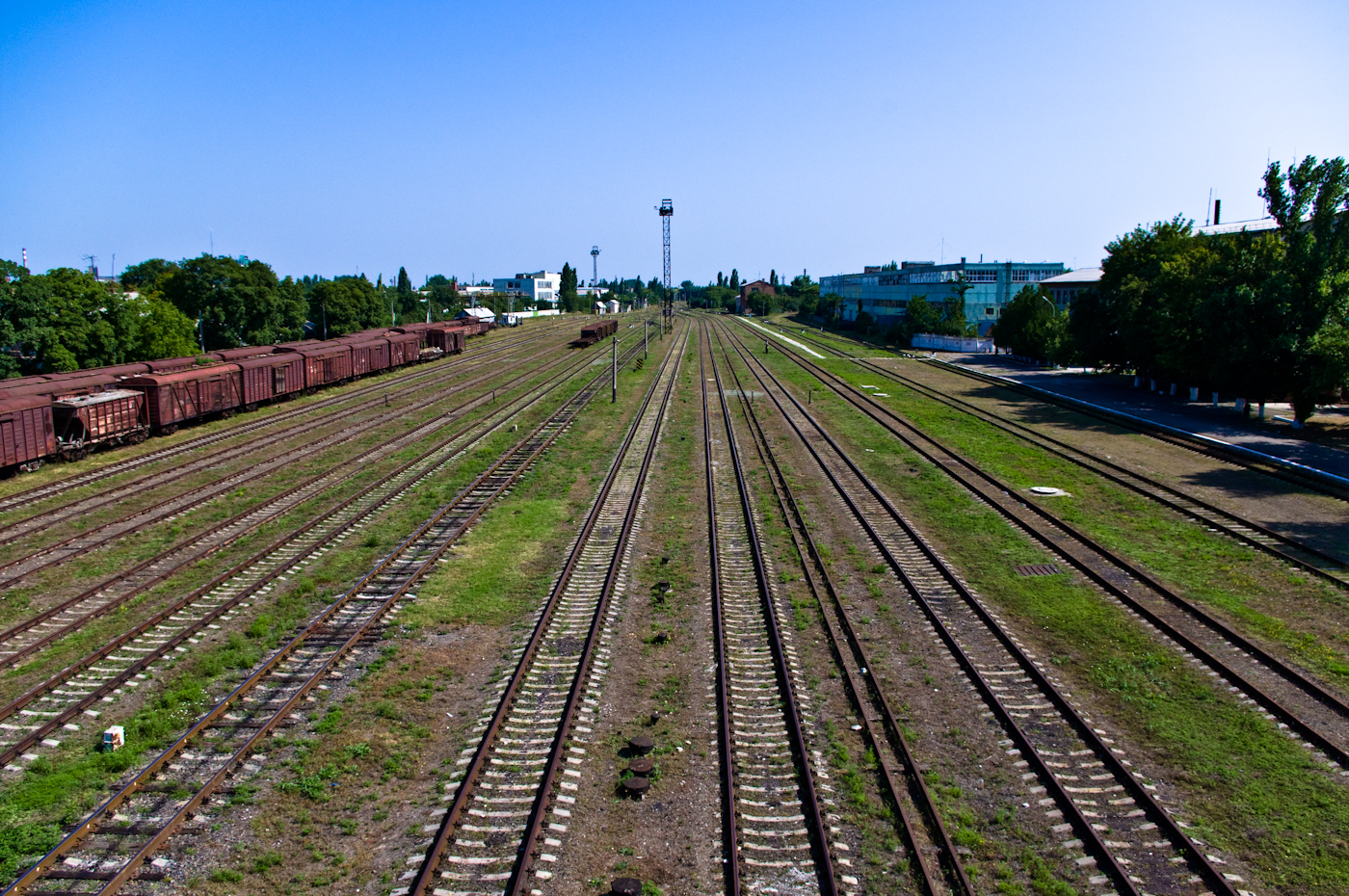
Колії станції
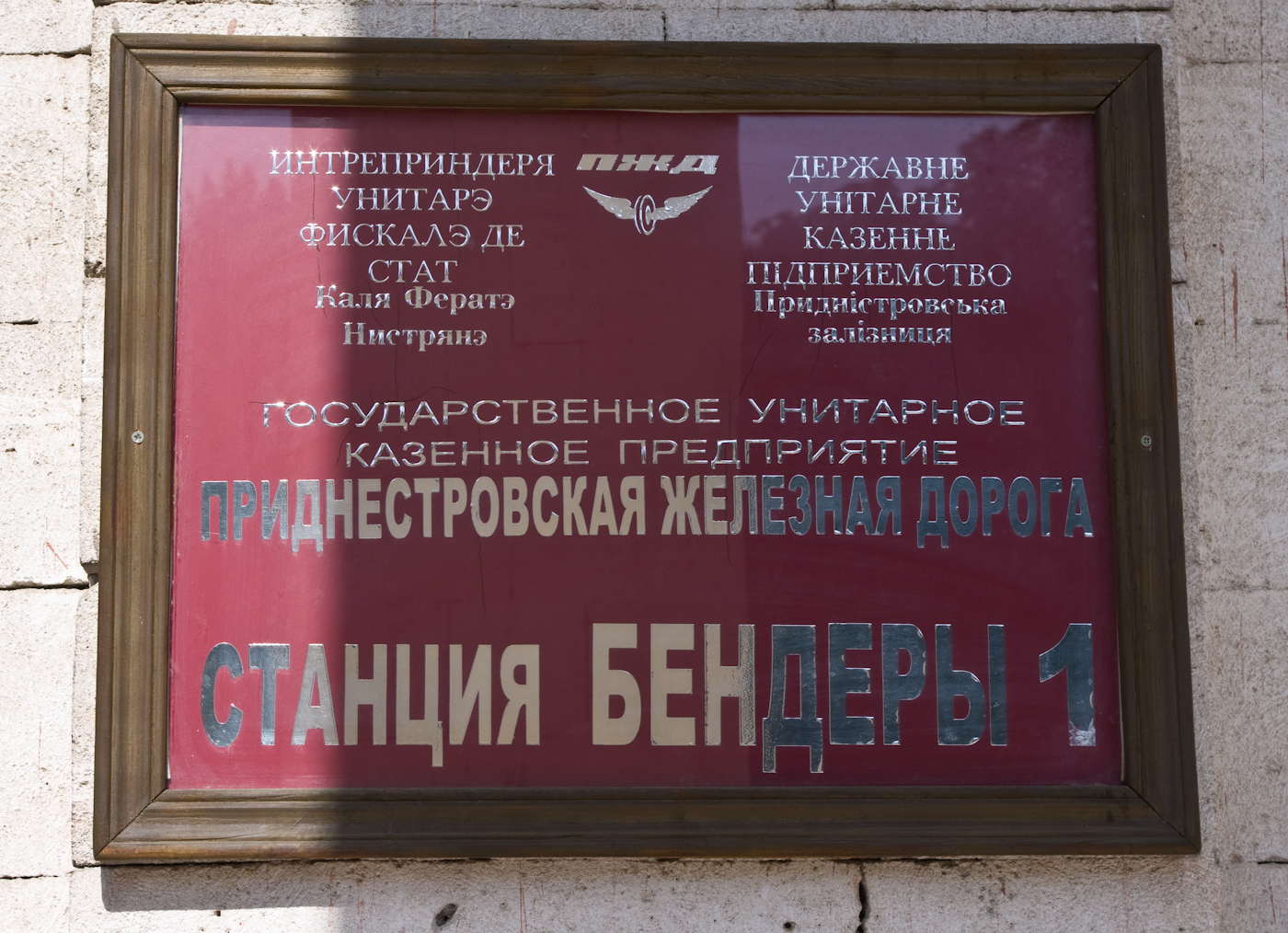
Повна назва станції